# Allantomyces caenidarum
Allantomyces caenidarum är en svampart som beskrevs av M.C. Williams & Lichtw. 1993. Allantomyces caenidarum ingår i släktet Allantomyces och familjen Legeriomycetaceae.   Inga underarter finns listade i Catalogue of Life.